# Sajókeresztúr, Borsod-Abaúj-Zemplén
Sajókeresztúr este un sat în districtul Miskolc, județul Borsod-Abaúj-Zemplén, Ungaria, având o populație de 1.553 de locuitori (2011). 

## Demografie
Componența etnică a satului Sajókeresztúr
     Maghiari (94,25%)
     Romi (4,98%)
     Necunoscut (0,28%)
     Germani (0,49%)
     Alții (0,28%)
Componența confesională a satului Sajókeresztúr
     Romano-catolici (29,94%)
     Reformați (27,95%)
     Fără religie (7,79%)
     Greco-catolici (5,86%)
     Atei (1,35%)
     Luterani (1,16%)
     Necunoscută (25,95%)
     Alte religii (0,84%)
Conform recensământului din 2011, satul Sajókeresztúr avea 1.553 de locuitori. Din punct de vedere etnic, majoritatea locuitorilor (94,25%) erau maghiari, cu o minoritate de romi (4,98%). Apartenența etnică nu este cunoscută în cazul a 0,28% din locuitori. Nu există o religie majoritară, locuitorii fiind romano-catolici (29,94%), reformați (27,95%), persoane fără religie (7,79%), greco-catolici (5,86%), atei (1,35%) și luterani (1,16%). Pentru 25,95% dintre locuitori nu este cunoscută apartenența confesională.